# Kastell Berzovia
Kastell Berzovia (mit antikem Namen Bersobis) ist die Bezeichnung des römisches Legionslagers Berzovia, das während der Frühzeit der Okkupation Dakiens der Legio IIII Flavia Felix als Standquartier diente. Das heutige Bodendenkmal befindet sich auf dem Gebiet der Gemeinde Berzovia im rumänischen Kreis Caraș-Severin in der Region Banat. Es ist eines von insgesamt drei Legionslagern auf rumänischem Staatsgebiet. Gemeinsam mit insgesamt 277 Stätten des Dakischen Limes wurde das Kastell Berzovia 2024 zum UNESCO-Weltkulturerbe erhoben.

## Lage
Die Gleichsetzung der römischen Garnison mit dem auf der Tabula Peutingeriana verzeichneten Berzobis ist unumstritten. In antiker Zeit lag es in topographisch günstiger Position auf einer Terrasse südlich des Flusses Bârzava. Der Höhenunterschied gegenüber dem Fluss belief sich auf rund zehn Meter und bot hinreichenden Schutz gegen Hochwasser. Im heutigen Siedlungsgebiet befindet sich das Bodendenkmal in der Flur Jidovin. In diesem Bereich wurden zwar in moderner Zeit viele Häuser errichtet, diese verfügen jedoch über große Gartengrundstücke, so dass sich die Bodeneingriffe in Grenzen hielten und die durch das Kastell verursachten Geländeverformungen noch wahrnehmbar sind. Die Parzellierungen führten aber auch dazu, dass bei den archäologischen Untersuchungen im Wesentlichen kleinflächig vorgegangen werden musste.

## Historische Hintergründe
Neben der oben erwähnten Tabula Peutingeriana macht eine andere antike Quelle auf Berzovia aufmerksam. Es handelt sich hierbei um eine Erwähnung aus Trajans verlorengegangenem Werk Dacica, das von den Dakischen Kriege handelte, und ist der einzige, nur zufällig durch den Grammatiker Priscian überlieferte Satz dieser Schrift. Der Text lautet: inde Berzobim, deinde Aizi processimus (i. S. v. „nachdem wir nach Berzobis vorgerückt waren, rückten wir auf Aizis vor“). Er verweist auf den Weg der römischen Invasionsarmee während des Einmarsches ins dakische Königreich. Dieser Marsch führte, vom Ufer der Donau in Moesien ausgehend, zunächst in nördliche, dann in östliche Richtung und nahm dabei den in diesen fünf Worten beschriebenen Weg.

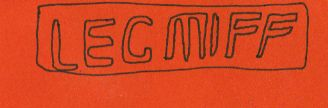
Ziegelstempel der Legio IIII Flavia Felix aus Berzovia

Daher kann schon für das Jahr 101 ein römisches Marschlager in Berzovia angenommen werden, ob dies bereits durch die Legio IIII Flavia Felix errichtet wurde, und ob es sich um denselben Platz wie den des späteren Standlagers handelte, ist ungeklärt. Die Legio IIII Flavia Felix hatte, aus Singidunum in Obermoesien kommend, an den domitianischen und trajanischen Dakerkriegen teilgenommen. Zwischen den beiden Kriegskampagnen des Trajan war sie wahrscheinlich im Raum Ulpia Traiana Sarmizegetusa stationiert. Nach dem Ende der Kampfhandlungen bezog sie, vermutlich ab dem Jahr 108, ihr Standquartier in Berzovia. Zu Beginn der hadrianischen Zeit wurde die Legion nach Moesien zurück versetzt und Berzovia verlor seine Funktion als Legionsstandort. Das offen gelassene Kastell und die verlassenen Canabae legionis wurden in der Folgezeit zu zivilen Siedlungszwecken genutzt.

## Forschungsgeschichte

Lage- und Befundplan der Therme, Zeichnung von J. G. Hoffinger aus dem Jahr 1783

Als Ort römischer Befunde und Funde ist Berzovia spätestens seit dem 18. Jahrhundert bekannt. Bereits 1783 hatte Johann Georg Hoffinger im Bereich des Lagers ein antikes Gebäude mit mehreren durch Hypokausten beheizbaren Räumen entdeckt. Der größte dieser Räume verfügte über eine Apsis und ein stufenförmiges Becken. Vermutlich handelte es sich bei dieser Entdeckung um die Überreste der Kastellthermen (balineum).
Der Kastellbereich wurde im 20. und seit dem Beginn des 21. Jahrhunderts in mehreren Grabungskampagnen archäologisch untersucht. Die ersten Ausgrabungen nahmen Dumitru Protase und Volker Wollmann in den Jahren von 1960 bis 1964 vor, Protase setzte sie von 1965 bis 1968 fort. Unmittelbar anschließend, zwischen 1968 und 1970, folgten Forschungen durch Marius Moga, Florin Medeleț und Richard Petrovszky. Eine weiter Ausgrabung durch Mihail Zahariade schloss sich 1977 noch an. Nach gut zweijahrzehntiger Unterbrechung setzte Alexandru Flutur vom Muzeul Național al Banatului (Nationalmuseum des Banats) seit 1998 die Untersuchungen fort. Weitere Forschungen erfolgten in den Jahren 2012/2013 durch Dacian Rancu.

## Archäologische Befunde und Funde
Das Kastell besaß einen rechteckigen Grundriss mit abgerundeten Ecken und den Maßen von 410 m mal 490 m, was einer Fläche von rund 20,1 Hektar entspricht. Von der Umwehrung ist wenig bekannt. Sie bestand aus einem einfachen Wall mit einer Holzpalisade, vor der ein einfacher Graben verlief. Die Umwehrung ist nie in Stein ausgebaut worden. Auf Grund der Ausrichtung der Principia (Stabsgebäude, siehe weiter unten) muss das Kastell mit seiner Praetorialfront (Vorderfront) nach Osten, zum Feind hin, ausgerichtet gewesen sein. War man anfänglich noch von einer einzigen Bauphase in Holz-Erde-Technik für das gesamte Kastell ausgegangen, verdichteten sich später durch die Identifizierung Steinbauten im Kastellinneren die Hinweise auf ein mehrperiodiges Lager.

### Principia
An den Principia konnte Alexandru Flutur dann in den Jahren 1998 bis 2005 zwei verschiedene Holz- und eine Steinbauphase differenzieren. Für die erste und zweite Holzbauphase konnten Lage und Grundriss der Basilica und einer Waffenkammer (Armamentaria) ermittelt werden. Die Basilica maß in der ersten Phase 42,50 m mal 8,50 m (≈ 361 m2), in der zweiten Phase 46,30 m mal 8,0 m (≈ 370 m²). Dem gegenüber verkleinerte sich der Grundriss der Waffenkammer von 3,0 m mal 4,0 m (= 12 m2) auf 2,5 m mal 4,0 m (= 10 m2). Für die zweite Holzbauphase konnten darüber hinaus zwei Räume südlich der Querhalle ausgegraben und mit 3,6 m mal 4,0 m (= 14,4 m2) bzw. 2,7 m mal 4,0 m (= 9,6 m2) vermessen werden. In der Steinbauphase wurden die Principia erheblich vergrößert. Für diese Phase konnten im südwestlichen Bereich des Gebäudes neben der Basilica (51 m × 14 m = 714 m2) die Waffenkammer, die nun aus einem Doppelraum bestand (insgesamt 10,30 m mal 10 m = 103 m2), das Fahnenheiligtum (Aedes) mit Keller für die Truppenkasse (Aerarium), (10,3 m mal 10 m =103 m2), sowie drei weitere Räume zwischen Aedes und Armamentaria differenziert werden, so dass – Symmetrie vorausgesetzt – die rückwärtige Raumflucht der Principia dieser Periode vollständig rekonstruierbar ist. Leider waren im 18. Jahrhundert von der Militärverwaltung der Habsburger die Steine nahezu vollständig ausgebrochen worden. Insgesamt lassen sich jedoch die Abmessungen der Principia in der Steinbauphase auf 63 m mal 90 m (= 5.670 m2), und unter Berücksichtigung zweier auf der Nord- und Südseite anzunehmender Portiken auf 70 m mal 90 m (= 6.300 m2) interpolieren.

### Funde
Die Präsenz der Legio IIII Flavia Felix ist durch zahlreiche Ziegelstempel belegt. Steininschriften aus Berzovia liegen nicht vor. Aus dem Fundmaterial stachen insbesondere ein Legionärshelm vom Typ Weisenau, ein Gladius, ein chirurgisches Instrument und ein tönernes Gefäß mit griechischer Inschrift hervor. Das Gladius wurde im Bereich der Mannschaftsbaracken des Lagers gefunden. Es besitzt nach der Restauration eine Länge von 48,5 cm (Original vermutlich um die 50 cm) und gehört zum sog. Pompeji-Typ, der für die zweite Hälfte des ersten Jahrhunderts charakteristisch war, jedoch auch noch im beginnenden zweiten Jahrhundert benutzt wurde. Bei dem chirurgischen Werkzeug handelt es sich um ein einzigartiges Instrument aus Bronze, das eine pinzettenähnliche Zange (Vulsella) mit einem Haken (Hamus) kombinierte. Dieses hochspezialisierte Kombinationswerkzeug hat vermutlich der Entfernung von Steinen aus Organen gedient. Vergesellschaftet war dieser Fund mit einem bronzenen Hirschkopf. Das Tongefäß war das lokale Imitat einer Terra-sigillata-Schale vom Typ Drag. 37. Die Gefäßinschrift verteilte sich auf zwei Scherben, wovon die erste lediglich einen senkrechten Strich beinhaltet, der nur möglicherweise als Buchstabe interpretiert werden kann. Auf der zweiten Scherbe befand sich der Schriftzug „---ριος Ανξιλιος“, der vermutlich den Besitzer des Gefäßes, möglicherweise einen Valerius Auxilius, bezeichnet. Die Frage, warum sich der Träger eines offenbar römischen Namens der griechischen Schreibweise bediente, ist ungeklärt.

## Fundverbleib und Denkmalschutz
Die Aufbewahrung und Präsentation der Funde erfolgt im Muzeul Banatului Montan (Bergmuseum des Banats) in Reșița,  das aus dem vormaligen Muzeul Judetean Caraș-Severin (Kreismuseum von Caraș-Severin) hervorgegangen ist und im Muzeul Național al Banatului (Nationalmuseum des Banats) in Timișoara. Im Sommer 2019 wurde in letzterem die Sonderausstellung „Berzovia – un castru de legiune la marginea imperiului. Berzobis si urbanistica Daciei Romane“ (Berzovia – ein Legionslager am Rande des Imperiums. Berzobis und der Urbanismus der römischen Dacia) präsentiert.
Die gesamte archäologische Stätte steht nach dem 2001 verabschiedeten Gesetz Nr. 422/2001 als historisches Denkmal unter Schutz und ist in der nationalen Liste der historischen Monumente (Lista Monumentelor Istorice) mit dem LMI-Code CS-I-s-A-10785 eingetragen. Der RAN-Code lautet 51519.01. Zuständig sind das Ministerium für Kultur und nationales Erbe (Ministerul Culturii și Patrimoniului Național), insbesondere das Generaldirektorat für nationales Kulturerbe, die Abteilung für bildende Kunst sowie die Nationale Kommission für historische Denkmäler sowie weitere, dem Ministerium untergeordnete Institutionen. Ungenehmigte Ausgrabungen sowie die Ausfuhr von antiken Gegenständen sind in Rumänien verboten.